# Середнє (селище)
Сере́днє (угор. Szerednye, чеськ. Seredné, словац. Seredne/Serednovo, рос. Среднее, нім. Serednje, пол. Serednie) — селище в Ужгородському районі Закарпатської області. 

## Розташування та назва
Лежить на підгір'ї Вулканічних Карпат (хребет Маковиця), між Ужгородом і Мукачевом, на річці В'єла. Розташоване біля міжнародної траси М06E50, за 21 кілометр від обласного центру м. Ужгород. 
Селище Середнє— адміністративний центр Середнянської селищної громади (Середнянської ОТГ- об'єднаної територіальної громади) Ужгородського району, до якої також входять села: Андріївка (Андрашовці), Анталовці, Верхня Солотвина, Вовкове, Гайдош, Дубрівка, Ірлява, Кибляри, Лінці, Ляхівці, Пацканьово, Худльово, Чабанівка, Чертеж.
Назва Середнє відповідає його розташуванню відносно двох найбільших міст Закарпаття— напівдорозі (посередині) між містами Ужгород і Мукачево. Багато хто з місцевих жителів і дослідників пов'язує його назву з таким місцезнаходженням. Щоправда дехто резонно звертає увагу, що в назві поселення відображене «середнє» розташування Середнього могло бути не відносно міст, а відносно центру долини в якій воно розташоване. Існує давній переказ, що жителі тричі переселялися з місця на місце поки не осіли там де й зараз живуть їх нащадки. Місцевими жителями в живій розмовній мові використовується назва— Середньово.

## Історія
Територія Середнього була заселена людьми в глибоку давнину. Археологічні пам’ятки, виявлені тут, відносяться до неоліту (IV тисячоліття до н. е.) та доби бронзи (II тисячоліття до н. о.). IV столітті.  Перша письмова згадка про Середнє, за даними енциклопедичного видання "Історія міст і сіл Української РСР: том Закарпатська область" (сторінка 694) , відноситься до XIV століття. Однак, Замок у Середньому був побудований, за легендами, орденом лицарів тамплієрів у XII столітті, котрі у той час були могутньою, багатою та впливовою організацією і значно поширили свою присутність та вплив по усій тогочасній Європі. Після фактичного знищення ордену за наказом французького короля  Філіпа IV Красивого у 1307-1312 роках, замок без центрального контролю ордену почав занепадати. Згодом ним володіли монахи католицького Ордену Св. Павла. Напівзруйнований, він зберігся до наших часів і поправу вважається однією із головних, цікавих історичних пам'яток Закарпаття.
Завдяки благодатному клімату тут значного розвитку набуло виноградарство. У середині XIV століття Середньому надаються міські привілеї, а король Карл І Роберт дарує містечко магнатам Другетам. Основну масу жителів складали кріпаки, які протягом XIV—XV ст. втратили свою незалежність, а в подальшому були повністю закабалені феодалами. Закабалення набуло особливо жорсткого характеру після поразки у повстанні 1514 року. Скориставшись цим, магнати та дворяни домоглися у державі повної влади поміщиків-кріпосників над закріпаченими селянами, поклавши на них непосильну панщину.  
Родина Паулоуці (Pálóczi) після довготривалого протистояння на початку XV століття закріплюють Середнє за своїм родом. У XVI столітті Середнє разом із належними до нього селами було у їхньому володінні. Антал Паулоці, останній член родини чоловічої статі, загинув на полі битви під Мохачем у 1526 році. Оскільки він не мав нащадків чоловічої статі, його маєтки перейшли до дворянської родини Добо, яка була в його близькому спорідненні.

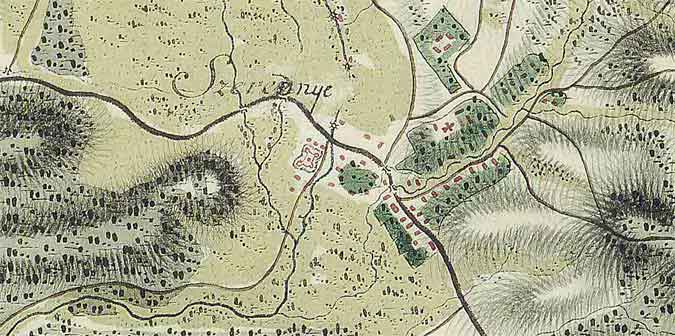
Szerednye, на карті 1782 року

Починається нова доба в історії села, пов'язана з родом Добо. Нові володарі зміцнюють замок і розвивають виноробство у Середньому та околицях, яке стало основою їх статків. 
У XVII—XVIII ст.ст.— багаторазова зміна господарів Середнянського замку  - ним володіли роди Гоммонай Другет (Homonnai Drugeth), Переньї (Perényi), Баркоці (Barkóczy). У 1703-11 роках замку було завдано великої шкоди під час національно-визвольного повстання під керівництвом Ференца ІІ Ракоці. Після придушення повстання Ференца II Ракоці, габсбурзькі війська влаштовували каральний терор в закарпатських селах, так як багато місцевих селян русинів-куруців брало активну участь у повстанні на стороні Ференца ІІ Ракоці. Наслідком терору стало масове знелюднення сіл та містечок Ужанщини і Закарпаття. В 1720 році в Середньому проживало лише 2 корінні родини, 19 родин переселенців та 11 родин дворян.
У 1805 році війська наполеонівської Франції зайняли столицю Австрії - м.Відень, виникла загроза окупації і території Угорщини. Політичне керівництво, усвідомлюючи небезпеку, яка нависла над державою, приймає рішення заздалегідь вивезти з палацу графа Бутлера національні символи угорського народу у безпечне місце. Найбільше підходив тоді для цього Мукачівський замок, розташований далеко від військових дій. Угорська національна рада намісництва у рішеннях від 19 та 30 листопада 1805 року вимагала від керівництва Ужанської жупи забезпечити перевезення коронаційних реліквій та Святої корони через їх терени. Святу корону Іштвана планувалося доставити у Мукачівський замок, зокрема й у Середнє. 25 листопада 1805 року адміністратор комітату Унг барон Перені написав з Ужгорода листа віце-ішпану комітату Берег Паулу Морваї, у якому говорилось, що «на кордоні комітату у Середньому Свята Корона буде передана вершникам з комітату Берег». 1 грудня 1805 року група дворян під керівництвом барона Йожефа Шплені виїхала з королівського замку в Буді з реліквіями угорського народу. Корону Св. Іштвана перевозили в ящику, обв'язаному міцними ременями і опломбованому 13-ма печатками.
Поступово Середнє поверталося до життя. У 1839 році в селі проживало вже 1578 чоловік. На той час становище кріпаків ще більше погіршилося, про що говорять численні скарги на свавілля поміщиків, адресування їх у судові органи Ужанського комітату. Офіційно кожен кріпак повинен відпрацювати в господарстві поміщика 104 дні без тягла або 52 дні з волами, але поміщики прибігали до різних хитрощів, щоб збільшити кількість людей на панщині. У скарзі 14 січня 1839 кріпаки писали, що за кожні відроблені ними 20 днів поміщик И. Палфі зараховував їм по 5-6 днів, а якщо хтось насмілювався виражати своє незадоволення— той підгялав жорстокому побиттю, покаранню. Все це посилювало зростання невдоволення з боку поневолених селянських мас. Хвиля революційної боротьби, яка почалася у 1848—1849р.р. в Угорщині, докотилася і до Середнього. У складі революційних загонів Лайоша Кошута боролися десятки місцевих жителів. Сім'я Бордаш до наших днів зберегла свідоцтва про участь одного з їхніх предків у цій революції. Угорські правителі формально повинні були скасувати кріпацтво, але селяни, як і раніше залишалися в економічній залежності від поміщиків і церкви, які навіть збільшили свої володіння. Тільки сільський священник отримав за рахунок селян 32 хольда орної землі. Становище селян, особливо безземельних, було надзвичайно важким, вони часто голодували. Їм припадала харчуватися вівсяними коржами і картоплею, якої теж подекуди бракувало.

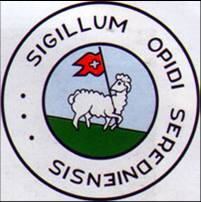
Відтиск печатки Середнього 1860 року

У XIX столітті Середнє мало статус «торгового містечка» і печатку з гербом: на срібному щиті— Божий Агнець із червоною корогвою, що стоїть на зеленій землі. 1904 року цей герб з незначною зміною (колір тла став блакитним) було підтверджено Міністерством внутрішніх справ Королівства Угорщини. У 1906 році населення досягло 1729 чоловік.
В кінці XIX ст більшість селян мали борги або великі недоїмки. На початку XX століття в Австро-Угорщині було утворено Середнянський повіт (округ) у складі Ужанського комітату. Коли у Російській імперії у 1917 році відбулася Жовтнева революція, селяни активізували боротьбу проти гніту влади. Так А.І. Ясенівський вступив в загін червоної армії, і воював проти білогвардійців Врангеля. У рідне село він повернувся тільки в 1922 році. 7 квітня 1919 року в селі були проведені вибори сільської ради. Але радянська влада проіснувала в селі недовго. В кінці квітня 1919 року в Середнє увійшли війська Чехословацької республіки. Почалися арешти— багато активістів і ініціаторів радянської влади були зарештовані. Згодом селище Середнє, як і уся "територія русинів на південь від Карпат" увійшли до складу Чехословацької республіки під назвою— Підкарпатська Русь, згідно умов мирного Сен-Жерменського договору (10.09.1919 р.). У період перебування у складі Чехословацької республіки (1919—1939 р.р.) у Середньому, як і у цілому у Закарпатті, основна маса селян залишилася безземельними або малоземельними. У 1920-21 р.р. почалося навчання русинів у загальноосвітній школі (в 1930-ті роки були вчителі подружжя Дорош, А. Слукова, А. Чейка, Г. Чорниці М. С. загальної школи (в той же час тут працювали викладачі Л. Чвойка, Л. Нємцова, Х. Весела, J. Škalda). Пізніше був відкритий філіал русинської школи (директор Ш. Федор, вчителі : В. Захаріаш, Е., Т. Зима, Е. Ревачкова). З Середнього походив організатор місцевої “Просвіти”, громадський та політичний діяч Карпатської України Перевузник Ю.Ю. У 1924 році комуністи Середнього організували в окрузі великий страйк робітників виноградників, підтримавши тим самим страйк у м.Мукачево та м. Берегово. Страйкуючі вимагали підвищення щоденної заробітної плати з 10 крон до 15 (16 квітня 1924р.). 
15 березня 1939 року в Середнє вступила армія хортистської Угорщини. Під час угорської влади у цей період жителі села були обмежені у політичних правах і свободах, мали місце випадки жорстокого поводження жандармів із населенням. Особливо посилився терор тоді коли Радянська армія почала наближатися до Карпат. 26 жовтня 1944 року у Середнє увійшла Радянська армія з приходом якої змінилася влада. В перші роки радянської влади в селі почалося відновлення зруйнованих громадських будівель. Комуністична влада, здійснюючи колективізацію, масово почали відбирати землю, худобу, зерно та різні сільскогоподарський реманент у заможних і середніх селян. У квітні 1947 року був створений колгосп. Першим керівником колгоспу був Ф. Шингляк. У 1952—1953 роках був переданий на баланс радгоспу колишній завод з виробництва шампанських вин і перебудований у винний завод. Середнянський колгосп посівши перше місце зі збору врожаю, а по валовому збору друге в Закарпатті. У1949 році більшість селян Середнього стали членами колгоспу, відбулася суцільна колективізація. В 1950 році обидва колгоспи об'єдналися в сільськогосподарську артіль ім. Кірова, до якої трохи згодом приєднався колгосп ім. Щорса із села Вовкове. Укрупнений колгосп мав у своєму розпорядженні 659 га орної землі, 100 коней, 427 голів великої рогатої худоби, 210 свиней, 300 овець. У 1959 році з колгоспом ім. Кірова об'єдналися ще дві невеликі артілі: ім. Кутузова (село Чертеж) і «30 років Радянської Армії» (село Дубрівка). Колгосп став великим, багатогалузевим господарством, у розпорядженні якого знаходиться 4372 га землі й міцна матеріальна база. В 1968 році тут нараховувалося 21 трактор, 15 вантажних автомашин, 8 комбайнів та багато іншої техніки. Наприкінці 1959 до колгоспу «Середнянський» був приєднаний колгосп «Україна» (село Ірлява) з розвиненим тваринництвом. Колгосп Середнього мав допоміжні промислові підприємства (два млини, лісопилку, каменоломню), займався традиційним промисловим виноробством. Парторганізація і правління колгоспу велику увагу зветали на розстановку кадрів. Основна частина комуністів зайнята безпосередньо в сфері матеріального виробництва: на тваринницькій фермі працювало 25 комуністів, у рільництві— 6, механізаторами і трактористами— 14 комуністів. Урожайність колгоспу зростала з року в рік. Так в 1964 році у колгоспі зібрано по 17 цнт. зернових з га, 120 цнт. картоплі, 45 цнт. кукурудзи, 17 цнт. тютюну, 45 цнт. винограду. В колгоспі є 428 га. виноградників. Новим п'ятирічним планом намічено було довести їх загальну площу в 1970 році до 700 га. Підвищувалося і грошова оплата праці. Якщо в 1965 році колгосп виплатив на трудодні 290,6 тис. крб., то в 1966 році— 308 тис. карбованців. Заслуженою пошаною в Середньому користувався колишній батрак, а потім кращий їздовий В.А.Біланич, знатний виноградар Ю.К. Мучичко, І.Й. Бакош, В.М. Олеан та інші. Всі вони були внесені у районну «Книгу пошани ветеранів праці». В 1967 році загальні збори колгоспу присвоїли їм звання почесного колгоспника. Орденом Трудового Червоного Прапора були нагороджені: О. Федорняк, К. Ваш, В. Шпонтак, Р. Шпонтак, Є. Андрейчик. У Середньому був також садвинрадгосп— велике спеціалізоване господарство, утворене в 1946 році на базі 28 га поміщицьких виноградників та 33 га виноградників підсобного господарства в с. Вел. Геївці. У 1947 році радгосп мав лише одну автомашину, 2 пари волів і 1 пару коней. Всього в радгоспі працювало 55 робітників. У наступні роки радгосп розширив своє господарство. В 1950 році він мав уже 98 га плодоносних виноградників, на яких зібрав по 41,3 цнт винограду з кожного га. За високі врожаї 12 кращих робітників радгоспу дістали урядові нагороди: в тому числі: О.В. Онуфер була удостоєна ордена Леніна, М.І. Бобок, А.І.Сабовчик, І.Ю. Сембер— ордена Трудового Червоного Прапора. На кінець п'ятої п'ятирічки Середнянський винрадгосп зайняв перше місце по врожайності, а по валовому збору— друге у Закарпатському винтресті. Особливо відзначилася бригада І.Ю. Сембера, яка виростила по 80 цнт. винограду із кожного гектара. В наступні роки винрадгосп швидкими темпами розширював площі виноградників, і тепер став провідним господарством у районі. Площа виноградників і садів перевершувала в ті часи - 1000 гектарів. Винрадгосп мав свій завод первинної переробки вин, кілька виноробок та підвали для доведення до кондицій і зберігання витриманих вин. В урожайні роки завод переробляв по 3,5 тис. тонн винограду.  
- Жителі селища Середнє з гордістю згадують конкурс вин, який проводився в СРСР, м. Ялта у 1967 році. Змагалися вина із понад двадцяти країн. Середнянці виступили з дванадцятьма сортами та здобули шість золотих медалей, що безумовно було неабияким досягненням місцевого виноробства. Середнянський виноробний регіон знаходився у ті роки на піку піднесення, та розквіту, був відомий, як і у часи легендаргого Іштвана Добо, коли вина із збудованих ним середнянських підвалів попадали навіть на царські двори тогочасної Європи, зокрема російського імператора Петра І.

- Біля Середнього проходила вузькоколійна залізниця Ужгород— Анталовці, збудована у 1916 р. у період Австро-Угорщини, була зупинка вузькоколійного поїзда, який перевозив як пасажирів так і грузи. У 1975-76-ті р.р. вузькоколійка перестала функціонувати і була розібрана як нерентабельна та застаріла.

- ГРАБИНИ. Невеликий населений пункт (присілок) з назвою Грабини був об'єднаний із селищем Середнє згідно рішення облвиконкому Закарпатської області №155 від 15.04.1967 р. Перша згадка у другій половині ХІХ ст. На сьогодні це - середнянська вулиця Грабини.[8]

- У виданні "Реабілітовані історією. Закарпатська область. Книга 1"  опубліковано дані про мешканців та уродженців Середнього, які були репресовані у післявоєнні роки радянською владою та засуджені до різних, тривалих термінів ув'язнення, потім реабілітованих:[9]

1. Басараб Йосиф Іванович, 1914 р.н., безпартійний, службовець, засуджений радянським військовим трибуналом у лютому 1947 року до 10 років позбавлення волі. Реабілітований у 1991 році.
2. Вербич Іван Іванович, 1918 р.н., смт. Середнє Ужгородського р-ну Закарпатської обл., безпартійний. Проживав у м. Ужгород, артист Закарпатського народного хору. Закарпатським обл.судом у грудні 1948 р. засуджений до 25 р. позбавлення волі. Верховним судом УРСР у лютому 1962 р. засуджений на 10 р. позбавлення волі. Реабілітований у 1979 р.
3. Грець Михайло Васильович, 1918 р.н., безпартійний, службовець. Засуджений радянським військовим трибуналом у лютому 1947 р. до 10 р. позбавлення волі. Реабілітований у 1991 р.
4. Грушовський Федір Іванович, 1908 р.н., смт. Середнє Ужгородського р-ну Закарпатської обл.,безпартійний. Проживав в с. Нижнє Солотвино Ужгородського р-ну Закарпатської обл., учитель. Закарпатським обл. судом у листопаді1946 р. засуджений на 4 р. позбавлення волі. Реабілітований у 1992 р.
5. Дежефі Іван Іванович, 1902 р.н., безпартійний. Проживав в смт. Середнє Ужгородського р-ну Закарпатської обл., м'ясник. Засуджений радянським військовим трибуналом у лютому 1951 року до 25 років позбавлення волі. Реабілітований у 1993 році.
6. Добрянський Микола Вікторович, 1919 р. н., безпартійний, кравець. Особливою нарадою при НКВС СРСР у червні 1941 р. засуджений на 3 р. позбавлення волі. Реабілітований у 1991 р.
7. Дорош Іван Іванович, 1899 р. н.,  уродженець с.Велика Поляна Львівської обл, безпартійний. Проживав в смт. Середнє Ужгородського р-ну Закарпатської обл., учитель. Спеціальним судом Закарпатської України у квітні 1945 р. засуджений на 5 р. позбавлення волі. Реабілітований у 1991 р.
8. Егреші Олександр Омелянович, 1892 р.н., с. Приборжавське Іршавського р-ну Закарпатської обл., безпартійний. Проживав в смт. Середнє Ужгородського р-ну Закарпатської обл., греко-католицький священик. Закарпатським обл. судом у травні 1950 р. засуджений на 25 р. позбавлення волі. Реабілітований у 1990 р. 
9. Кабацій Рудольф Іванович, 1885 р.н., с. Страбичово Мукачівського р-ну Закарпатської обл., безпартійний. Проживав в смт. Середнє Ужгородського р-ну Закарпатської обл., греко-католицький священик. Закарпатським обласним судом у лютому 1946 р. засуджений на 8 р. позбавлення волі. Реабілітований у 1992 р.
10. Каганець Михайло Федорович, 1903 р. на., с. Ракошино Мукачівського р-ну Закарпатської обл,  член КИЧ. Проживав в смт. Середнє Ужгородського р-ну Закарпатської обл., безробітний. Особливою нарадою при НКВС СРСР у серпні 1940 р. засуджений на 3 р. позбавлення волі. Реабілітований у 1991 р.
11. Квочка Юлій Іванович, 1905 р. н., безпартійний, столяр. Особливою нарадою при НКВС СРСР у червні 1940 р. засуджений на 3 р. позбавлення волі. Реабілітований у 1991 р.
12.Кіштулинець Михайло Федорович, 1912 р.н., с. Кузьмино Мукачівського р-ну Закарпатської обл., безпартійний. Проживав в смт. Середнє Ужгородського р-ну Закарпатської обл., службовець. Закарпатським обл.судом  у липні 1950 р. засуджений на 10 р. позбавлення волі. Президією Верховного суду УРСР 18 квітня 1955 р. засуджений на 5 р. позбавлення волі. Реабілітований у 1992 р.
13. Ком'ят Георгій Павлович, 1899 р.безпартійний, робітник. Спеціальним судом Закарпатської України у лютому 1946 р. засуджений  на 5 р. позбавлення волі. Реабілітований у 1990 р.
14. Лещишин Міклош Дєрдєвич (Микола Юрійович), 1911 р.н., смт. Середнє Ужгородського р-ну Закарпатської обл. Проживав у м. Мукачево Закарпатської області, учитель. Закарпатським обласним судом у червні 1950 р. засуджений на 10 р. позбавлення волі. Реабілітований у 1991 р.
15. Нейметі Стефан Стефанович, 1875 р.н., м. Кошице, Словаччина. Проживав у смт. Середнє Ужгородського р-ну Закарпатської обл., учитель, безпартійний. Спеціальним судом Закарпатської України у лютому 1946 р. засуджений на 10 р. позбавлення волі. Реабілітований у 1990 р.
16. Орбан Жігмунд Самуїлович, 1900 р.н., с. Серне Мукачівського р-ну Закарпатської обл., безпартійний, касир заводу в смт. Середнє Ужгородського р-ну Закарпатської обл. Закарпатським обласним судом у січні 1950 р. засуджений на 25 р. позбавлення волі. Реабілітований у 1992 р.
17. Пафко Людвіг Атанасович, 1914 р.н., с. Жденієво Воловецького р-ну Закарпатської обл., безпартійний. Проживав в смт. Середнє Ужгородського р-ну Закарпатської обл., хлібороб. Закарпатським обл. судом у січні 1947 р. засуджений на 10 р. позбавлення волі. Реабілітований у 1992 р.
18. Перевузник Юрій Юрійович, 1900 р.н., смт. Середнє Ужгородського р-ну Закарпатської обл., безпартійний. Проживав у м. Прага, Чехія, суддя. Особливою нарадою при НКВС СРСР у грудні 1945 р. засуджений на 8 р. позбавлення волі. Реабілітований у 1990 р.
19. Перечі Берталон Берталонович, 1912 р.н. с. Онд, Угорщина, безпартійний. Проживав в смт. Середнє Ужгородського р-ну Закарпатської обл., хлібороб. Засуджений радянським військовим трибуналом у квітні 1946 р. на 10 р. позбавлення волі. Реабілітований у 1991 р.
20. Поточний Михайло Степанович, 1899 р.н., с. Дашівка Турківського р-ну Львівської обл., член Комуністичної партії Чехословаччини (КПЧ)  у 1921--1938 рр. Проживав в смт. Середнє Ужгородського р-ну Закарпатської обл., хлібороб. Особливою нарадою при НКВС СРСР у серпні 1940 р. засуджений на 3 р. позбавлення волі. Реабілітований у 1991 р.
21. Прокоп Георгій Андрійович, 1903 р.н., с. Глибоке Ужгородського р-ну Закарпат-ської об., безпартійний. Проживав в смт. Середнє Ужгородського р-ну Закарпатської обл., робітник. Спеціальним судом Закарпатської України у лютому  1946 р. засуджений на 5 р. позбавлення волі. Реабілітований у 1990 р.
22. Скакандій Тітус Васильович, 1922 р.н., службовець. Засуджений радянським військовим трибуналом у лютому 1947 р. на 10 р. позбавлення волі. Реабілітований у 1991 р.
23. Товт Йосип Юлійович, 1903 р. народження, м. Берегово Закарпатської обл., безпартійний. Проживав в смт. Середнє Ужгородського р-ну Закарпатської обл., римо-католицький священик. Закарпатським обл. судом у лютому 1946 р. засуджений на 4 р. позбавлення волі. Реабілітований у 1992 р.
24. Товт Степан, без батька, 1916 р.н., с. Чор, Угорщина, безпартійний. Проживав в смт. Середнє Ужгородського р-ну Закарпатської обл., хлібороб. Особливою нарадою при НКВС СРСР у серпні 1940 р. засуджений на 3 р. позбавлення волі. Реабілітований у 1991 р.
25. Уйгелі Йосиф Євгенович, 1913 р.н, с. Копинівці Мукачівського р-ну Закарпатської обл., безпартійний. Проживав в смт. Середнє Ужгородського р-ну Закарпатської обл., греко-католицький священик. Закарпатським обл. судом у липні 1950 р. засуджений на 25 р. позбавлення волі. Президією Верховного суду УРСР у червні 1955 р. засуджений на 10 р. позбавлення волі. Реабілітований у 1992 р.
26. Фрід Емануїл Бернатович, 1922 р.н., помічник шофера. Особливою нарадою при НКВС СРСР у травні 1941 р. засуджений на 3 р. позбавлення волі. Реабілітований у 1991 р.
27. Читий Олександр Олександрович, 1913 р.н. освіта середня, безпартійний, службовець. Засуджений радянським військ.трибуналом у лютому 1947 р. на 10 р. позбавлення волі. Реабілітований у 1991 р.
28. Шевченко Григорій Петрович, 1896 р. народження, м. Жаботин Черкаського р-ну, Київської обл., освіта незакінч. вища, безпартійний. Проживав в смт. Середнє Ужгородського р-ну Закарпатської обл., службовець. Військовим трибуналом 8-ї повітряної армії у лютому 1945 р. засуджений на 10 р. позбавлення волі. Реабілітований у 1991 р.
29. Штефаняк Стефан, без батька, 1902 р.н., хлібороб. Засуджений радянським військовим трибуналом у квітні 1946 р.на 10 р. позбавлення волі. Реабілітований у 1991 р.
30. Югас Василь Людвикович, 1921 р.н., освіта неповна середня, безпартійний, хлібороб. Засуджений радянським військовим трибуналом у травні 1946 р. на 8 р. позбавлення волі. Реабілітований у 1992 р.

## Політична активність, вибори

### Парламентські вибори, 2019
На позачергових парламентських виборах 2019 року у селищі функціонували 3 окремі виборчі дільниці № 210548–210550.
Результати
- зареєстровано 2848 виборців, явка 58,74%, найбільше голосів віддано за «Слугу народу»— 39,14%, за «Опозиційний блок»— 35,30%, за Всеукраїнське об'єднання «Батьківщина»— 6,63%.[10] В одномандатному окрузі найбільше голосів отримав Андрій Андріїв (самовисування) — 45,40%, за Олександра Пекаря (Слуга народу)— 20,65%, за Роберта Горвата (самовисування)— 9,74%[11].

## Сучасність

### Виробництво
- Державне підприємство "Агропромислова фірма "ЛЕАНКА"[12]  (угорською-„дівчинка“)— підприємство з виноробства, виробництва та переробки сільськогосподарської продукції (винограду, зерна, молока, фруктів). Засноване у 1994 році на базі колишнього радгоспу. У даний час - це останнє державне виноробне підприємство в Україні. Відоме своїми марочними виноградними винами: сухе біле "Променисте"[13], сухе біле "Середнянське"[14], "Троядна Закарпаття"[15], "Ізабелла" десертна[16], ординарними виноградними винами[17], а також історичними винними підвалами XVI століття з дегустаційним залом, винотекою[18].

### Релігійні конфесії та храми
У Середньому є три діючі релігійні храми:

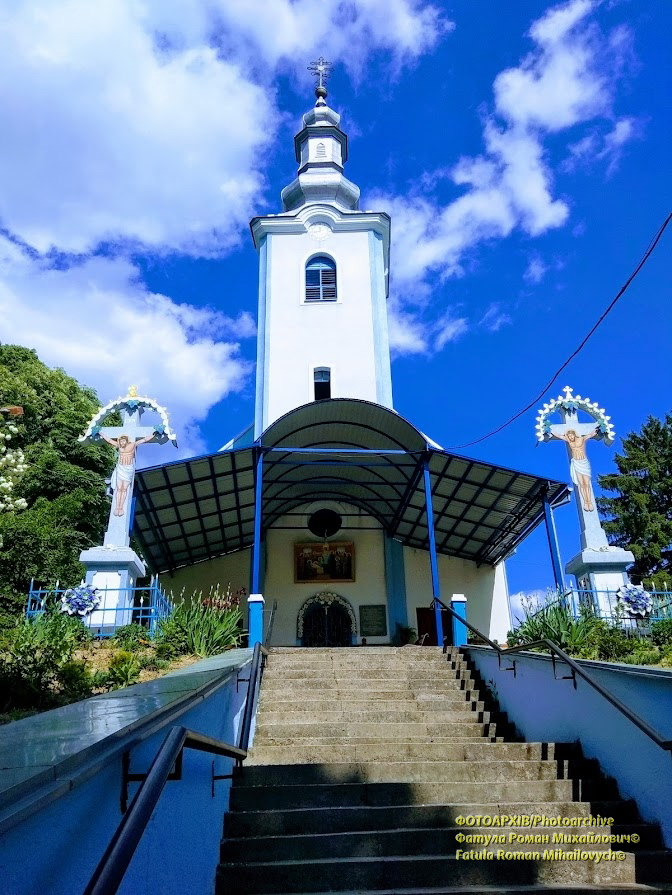
Храм Успіння Пресвятої Богородиці (1810), православної релігійної громади селища (Українська православна церква)

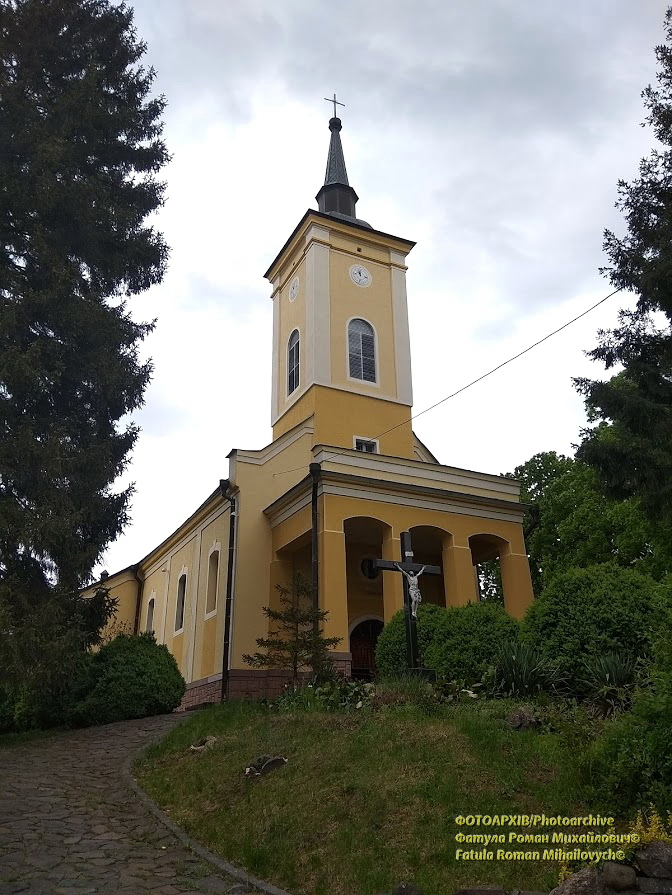
Римо-католицький костел Св. Луки євангеліста (1805), римсько-католицької релігійної громади селища

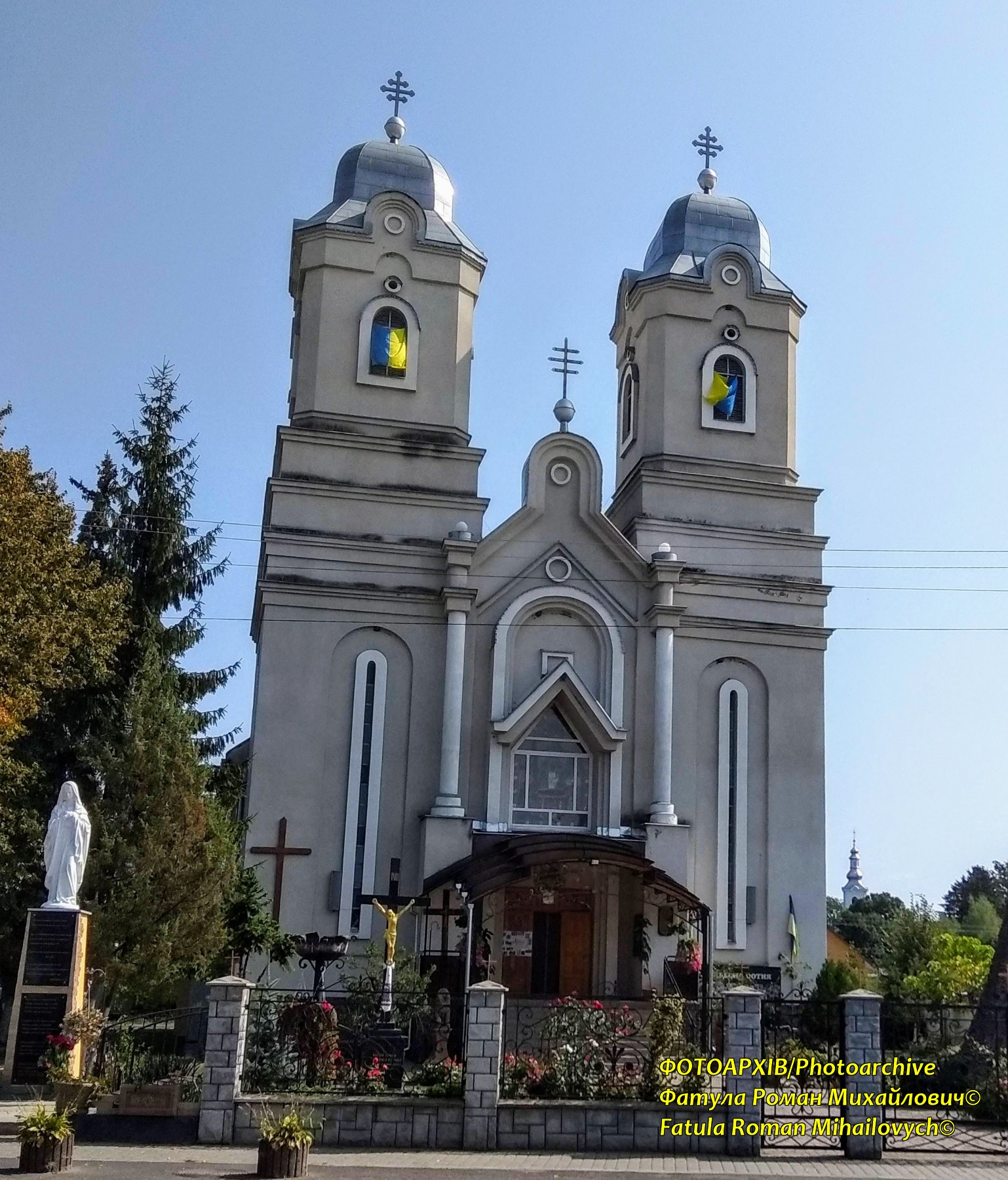
Храм Успіння Пресвятої Богородиці, греко-католицької релігійної громади селища (МГКЄ).

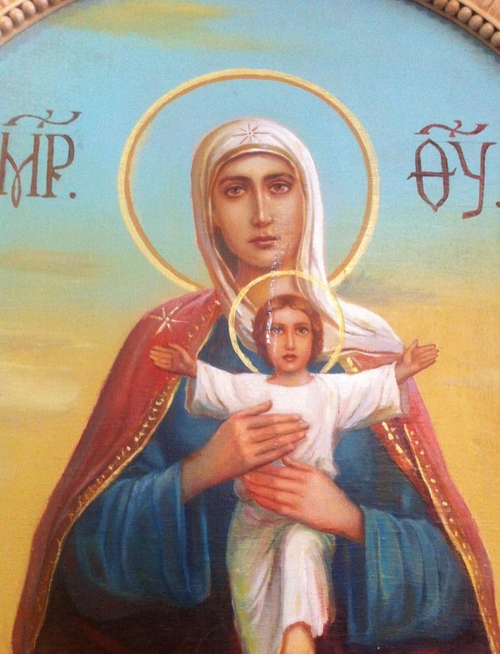
Ікона мироточить

- Храм Успіння Пресвятої Богородиці (1810 р.) православної релігійної громади селища (Українська православна церква). Це типова базилічна, однонавна церква стоїть на пагорбі у центрі селища. Іконостас походить з часу спорудження церкви. Перед церквою два хрести. Перший поставив Михайло Молнар у 1911 p., інший у 1897 р. перенесли до церкви із старого кладовища “Валник” у 1977 році.

- Храм (костел) Св. Луки євангеліста (1805 р.) римсько-католицької релігійної громади. Біля костелу знаходяться могили його пароха - Андрія Цімбака (Andreás Cimbák (András Cimbák), та інших відомих в минулому мешканців.

- Храм Успіння Пресвятої Богородиці, греко-католицької релігійної громади селища, яка належить до Мукачівської греко-католицької єпархії, розташований у центральній частині селища. У ніч з п'ятниці на суботу (20.05.2016 р.) у греко-католицькому храмі Успіння Пресвятої Богородиці замироточила ікона Пресвятої Богородиці з маленьким Ісусом на руках.[19]

### Освіта
У селищі Середнє функціонує загальноосвітня школа І-ІІІ ступенів (тепер Середнянський ліцей), у якій працює 70 вчителів і навчається 885+ учнів. У школі є 2 спортзали— для учнів початкових класів та учнів 5-11-х класів, а також спортивний майданчики та футбольний майданчик зі штучним покриттям. Обладнано 2 комп'ютерні класи, кабінети початкового навчання, англійської мови, фізики, хімії, математики, української мови. У школі є великий актовий зал, бібліотека, майстерні з технічної та обслуговуючої праці. Учні старшої школи (10— 11 класи) навчаються за двома профілями: фізико-математичним та історичним. При школі працюють спортивні секції, хорові, танцювальні, образотворчо-мистецькі та туристично-краєзнавчі гуртки. Проводяться факультативні та індивідуальні заняття, учні вивчають словацьку мову.
Окрім цього діє дитяча школа мистецтв, в якій займається близько 200 дітей з Середнього та з навколишніх сіл. Дошкільним вихованням займаються вихователі дитячого садка, який було збудовано в 1988 році.

### Культура
- При греко-католицькому храмі створено Молодіжний центр у 2007 році. Перші основи центру заклав парох храму о.Іван Ісайович. За його ініціативи було залучено перших членів центру, організовано перші спільні акції, поїздки, катехитичний гурток, церковний хор. З 2012 року носить назву МО «Голос Серця». 2010 року вихованці центру зайняли друге місце у районних змаганнях з футболу; 2012 року— перше місце у районних змаганнях та Кубок з футболу імені Теодора Ромжі. 2012 року МО «Голос Серця» зайняв перше місце на Фестивалі духовної пісні. Початок 2013 року— виступ МО «Голос Серця» у філармонії м.Ужгород.[20] У 2012 році МО «Голос Серця» перемогла у пісенному конкурсі «Духовна Пісня». За правилами конкурсу переможець організовує наступний фестиваль. Тому з 26.07.2013 по 28.07.2013 року «Духовна Пісня» пройшла в селищі Середнє.[21]

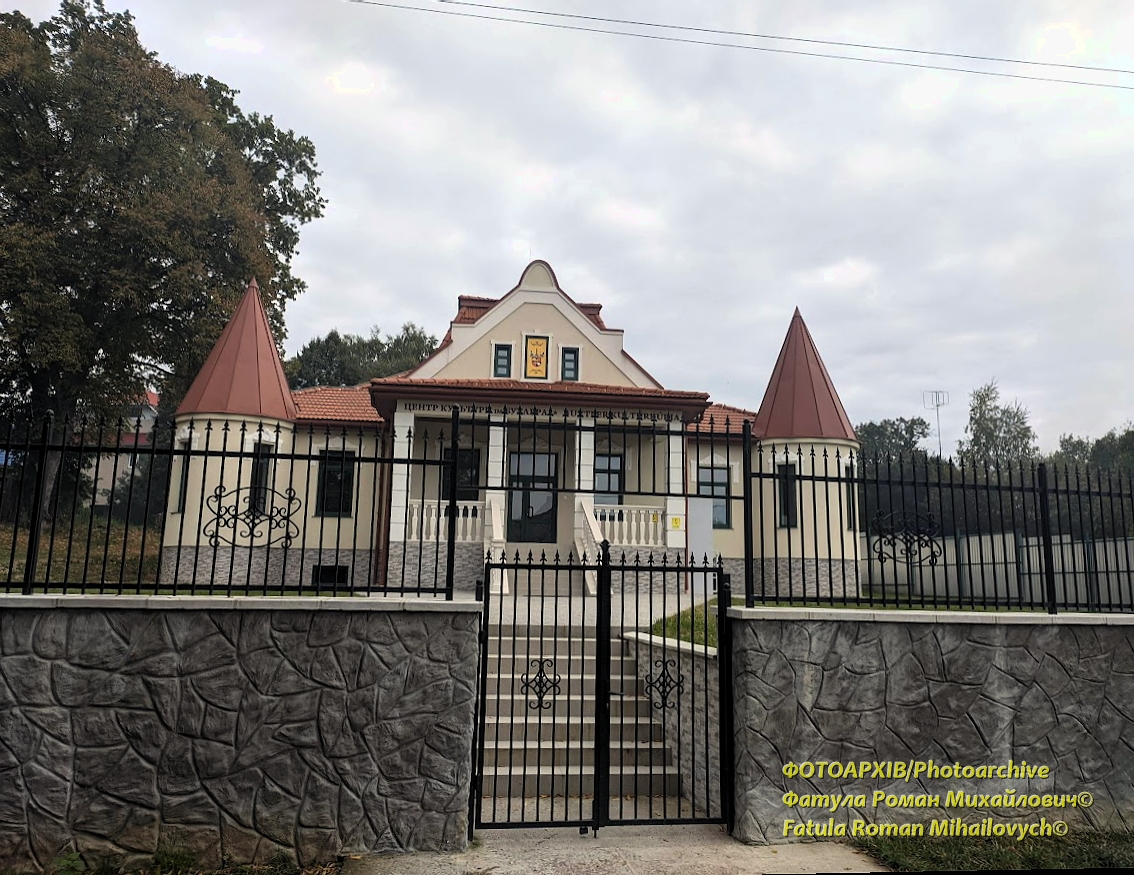
Центр культури імені Бутлера (колишній будинок барона Гіланьї Шандора), фото 2021 р.

- У 2020 році на місці колишнього палацу барона Гіланьї (Ghillа́ny) Шандора після його повної відбудови відкрито центр культури імені Бутлера, де він жив у 1805 році і де переховували корону угорських королів–корону Святого Іштвана. Кілька днів ця коштовність перебувала у палаці барона Гіланьї. Палац Гіланьї був реконструйований у рамках Програми «Угорські будинки на Закарпатті». Будівлі, що до цього знаходилася у напівзруйнованому стані, повернуто первозданний вигляд та доповнено підвальним приміщенням.[22]

- У Середньому діє народний аматорський вокальний ансамбль «Руменок» будинку культури селища Середнє Середнянської селищної ради, заснований у 2013 році, керівник – Ольга Бобак. Також, діє народний аматорський вокально-хореографічний колектив «Словенка»[23] КЗ «Школа мистецтв Середнянської селищної ради Ужгородського району Закарпатської області» заснований у 1992 р. Художній керівник – Мирослава Шванда, керівник оркестру – Оксана Гададі.[24]

### Пам'ятки та цікаві туристичні місця:
- Туристична марка №3[25] — руїни Середнянського замку, збудованого за легендами лицарями тамплієрами у XII ст.
- Туристична марка №11[26]— історичні винні підвали XVI ст., які належать Державному підприємству АПФ «ЛЕАНКА».
- Храм Успіння Пресвятої Богородиці, (греко-католицька громада Середнього Мукачівської греко-католицької Єпархії).
- Храм Успіння Пресвятої Богородиці (1810), (православна громада Середнього,Української Православної церкви).
- Храм Св. Луки євангеліста (1805). (католицька громада Середнього, Римсько-католицької церкви).
- Палац барона Гіланьї (Ghillа́ny) Шандора, нині Центр культури імені Бутлера.[27]
- Каплиця Всіх Святих

## Населення
- За даними муніципального перепису населення у 1787 році (період імператора Йосипа ІІ) у Середньому проживало 512 осіб (з яких двоє тимчасово, як приїзжі). Була 101 сім'я, які проживали у 92 будинках. Християнських  сімей було 90. Також були 97 одружених та 134 неодружених осіб чоловічої статі-християн.[28]
- За даними церковного перепису 1829 року в Cередньому проживало 1503 особи, з яких: 713 греко-католики, 531 римо-католики, 251 юдей, 7 реформати, 1 греко-східного обряду.[29]

- За даними церковного перепису 1835 року в Cередньому було 1493 осіб, з яких 711 греко-католики, 517 римо-католики, 256 юдеїв та 9 реформати.[30]

- За даними церковного перепису 1858 року в Cередньому було 1637 осіб, з яких  716 греко-католики,  458 римо-католики, 460 юдеїв, та  3 реформати[31]

Цікавим є факт, що в цьому переписі є відмітка про наявність у Середньому синагоги (Synagogam Judaeorum), що очевидно пояснювалося досить значною кількістю юдеїв (євреїв) у селищі (біля 30% від загальної кількості населення).
- За даними церковного перепису 1864 року в Cередньому було 1630 осіб, з яких 710 греко-католики,  477 римо-католики,  440 юдеїв та 3 реформати[32].

- За переписом населення проведеного на початку 1881 р. у Середньому було 1701 жителів (які проживали у 253 житлових будинках). За своєю рідною мовою було записано: русинська-633, словацька-593, угорська-241, 153 - німецька(ідиш), 7 - іноземна, 74- не знали розмовляти. За релігійною приналежністю було записано: 748 греко-католики, 550 римо-католики,  389 юдеїв, та  14 реформати. Також у цьому переписі записано, що читати і писати вміли 470 осіб.[33]

- За даними перепису 1890 р. у Середньому було 1861 жителів (які проживали у 281 житлових будинках). За своєю рідною мовою було записано: 494 -русинська, 592-словацька, 566- угорська, 203- німецька(ідиш), 6- інша мова. За релігійною приналежністю було записано: 820 греко-католики, 607 римо-католики, 408 юдеїв, та 26 реформати.[34]

У туристичному довіднику-путівнику «Підкарпатська Русь» (виданий у 1936 р.) чеського краєзнавця Ярослава Достала (Dostál Jaroslav, 1936. Podkarpatská Rus. Knižnice Klubu československých turistu, Praha, 1936), - перекладений, упорядкований та доповнений закарпатським хірургом і краєзнавцем Юрієм Михайловичем Фатулою і виданий під назвою путівник-довідник «Європейське коріння» в м. Ужгороді, 2016 р. - міститься інформація про селище Середнє (Szerednye), населення якого у той час складало - 2279 жителів.
- Національний склад: русинів — 1053, євреїв -560, чехів і словаків— 390, угорців— 169, німців— 11, інших— 37, іноземців— 59.
- Релігійні громади: 1051 греко-католик, 591 римо-католик.
- Державні установи: нотаріат, пошта, телеграф, телефон, жандармський відділ. Навчальні заклади: школа—русинська(4 класи), чеська (4 класи).
- Церковні установи: Римсько-католицький кам'яний костел (Св. Луки, 1805 р.), греко-католицька кам'яна церква (Успіння Пр. Богородиці, 1810 р.), Синагога.
- Промислові і господарські об'єкти: бензозаправна станція. Осередок виноробного господарства: великі винниці, винні склепи, філіал берегівських державних винних склепів.
- Транспортні об'єкти: залізнична станція, зупинка державного автобуса.
- Готелі і ресторації: готель Шуцбергера: 5 кімнат на 8 ліжок, сад і гараж, кегельбан.

За даними Державної служби статистики України чисельність наявного населення Середнього :
- на 1 січня 2015 року - 3988 осіб
- на 1 січня 2016 року - 4044 осіб

- на 1 січня 2017 року - 4138 осіб
- на 1 січня 2021 року - 4336 осіб[38]
- на 1 січня 2022 року-  4361 осіб[39]

### Мова
- За даними перепису населення 1921 року, який проводився у Чехословацькій республіці-за національністю та материнською мовою (Národnost, mateřský jazyk) більшість населення Середнього були записані - русинами (rusin.); також були: угорці (maďar.), словаки (sloven.) та євреї (Žid).[40]

- Розподіл населення за рідною мовою за даними перепису населення України 2001 року[41] :

| Мова            | Кількість | Відсоток |
| --------------- | --------- | -------- |
| українська      | 2843      | 81.11%   |
| циганська       | 475       | 13.55%   |
| словацька       | 111       | 3.17%    |
| російська       | 35        | 1.00%    |
| угорська        | 34        | 0.97%    |
| білоруська      | 1         | 0.03%    |
| болгарська      | 1         | 0.03%    |
| інші/не вказали | 5         | 0.14%    |
| Усього          | 3505      | 100%     |

## Відомі уродженці
- Добо Іштван— угорський національний герой XVI ст.
- Скакандій Василь Юлійович— закарпатський живописець, графік, ілюстратор. Заслужений художник Української РСР.
- Тівадар Чонтварі Костка— угорський художник-самоук словацько-угорського походження.
- Перевузник Юрій Юрійович— громадський і політичний діяч Карпатської України.
- Іван Іванович Небесник - український педагог, професор кафедри культури та соціально-гуманітарних дисциплін Закарпатської Академії мистецтв, кандидат педагогічних наук, член НСХУ, заслужений працівник освіти України.

## Населені пункти— побратими
- Бене (Берегівський район)[42]

## Галерея

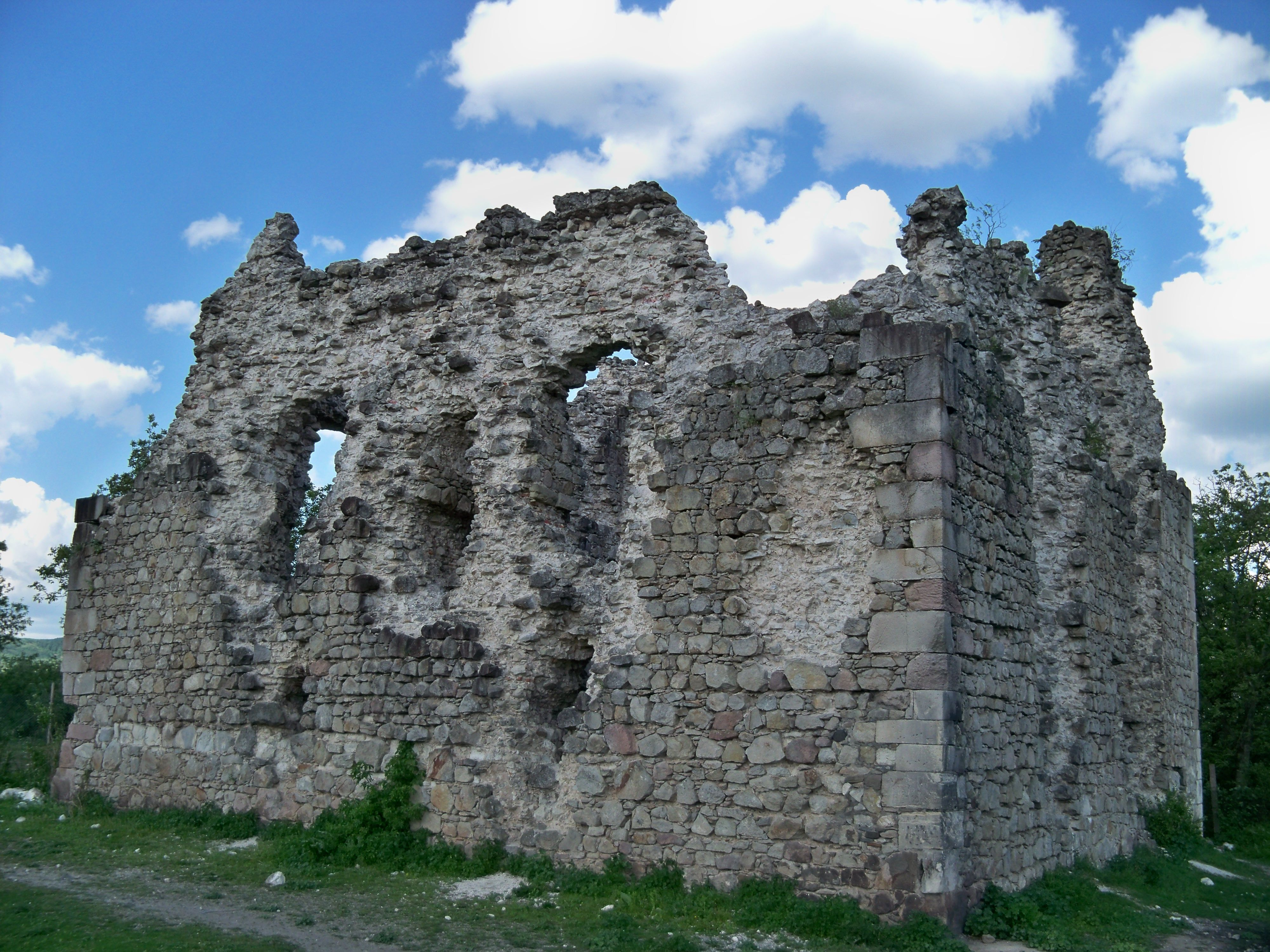
Руїни Середнянського замку
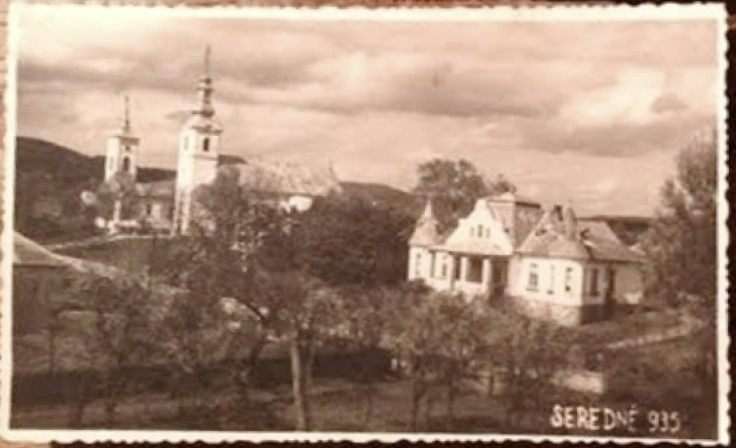
Будинок барона Гіланьї і 2 церкви  у сел. Середнє ( фото 1935 р.)
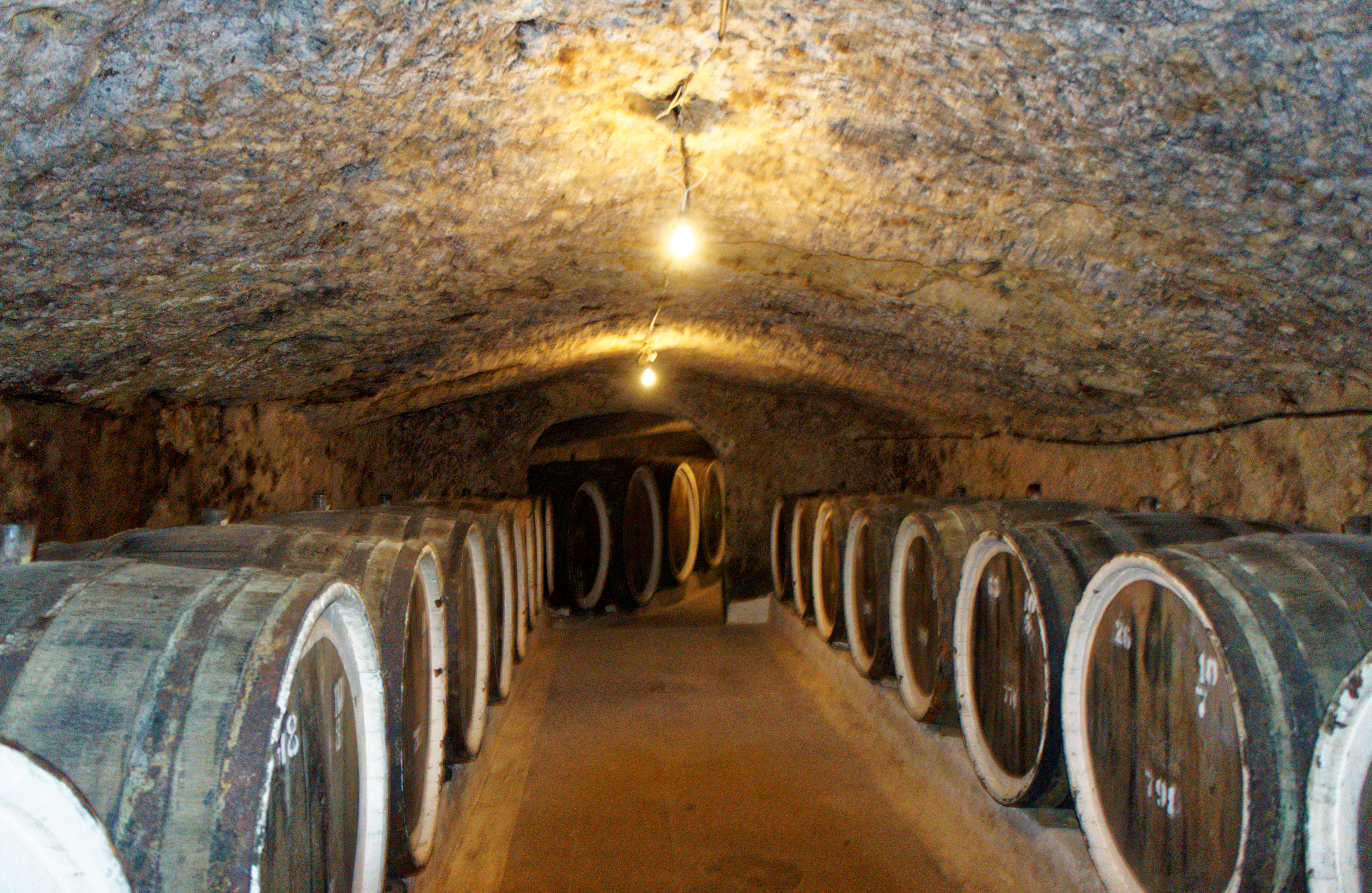
Винні підвали 16 ст. у Середньому
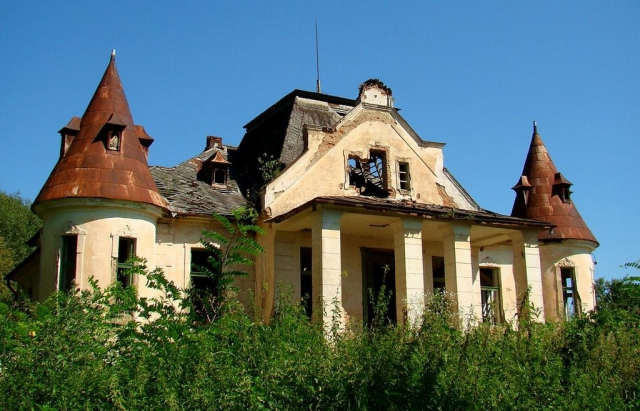
Будинок барона Гіланьї в селищі Середнє (фото 2014 р.)
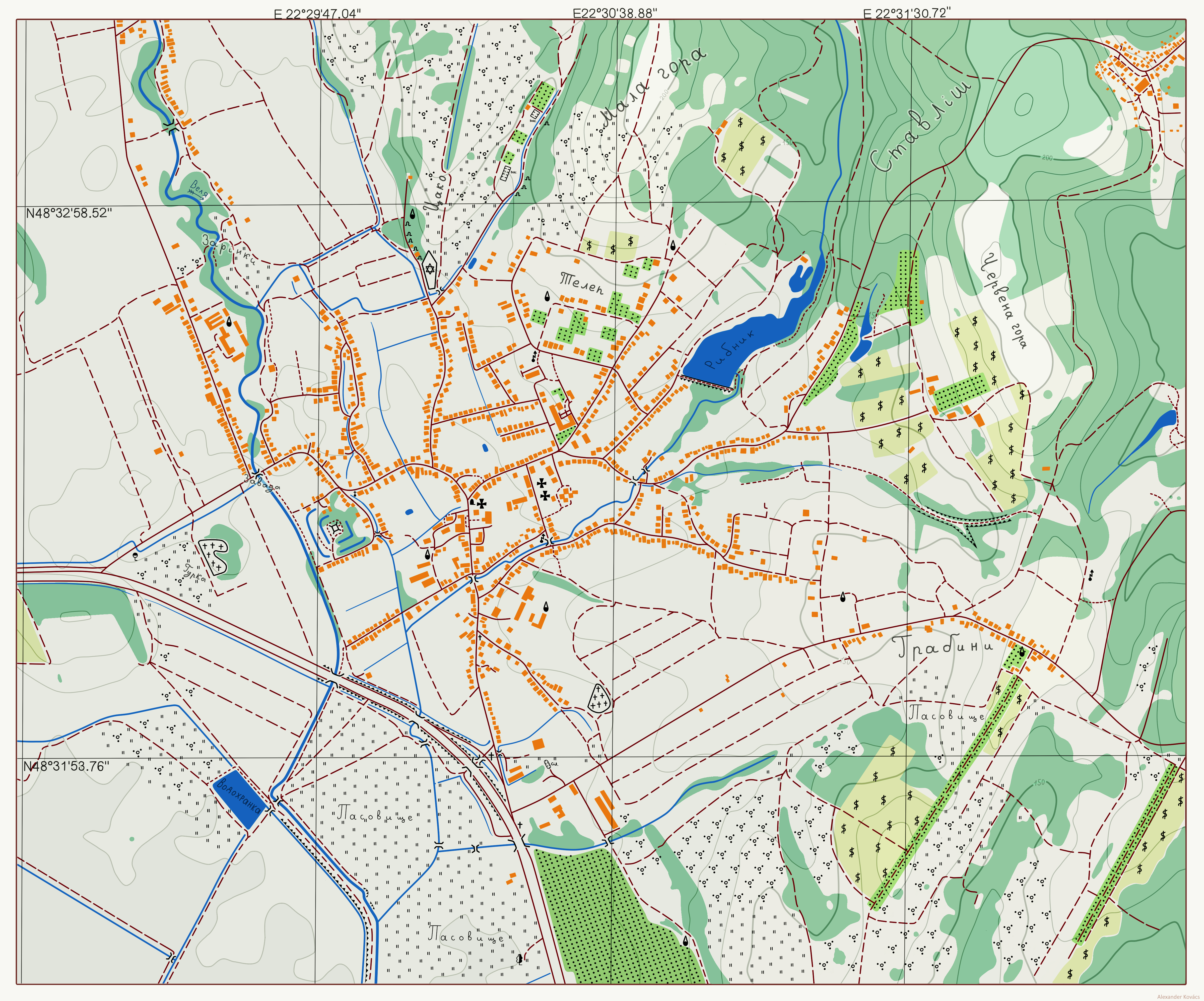
Карта
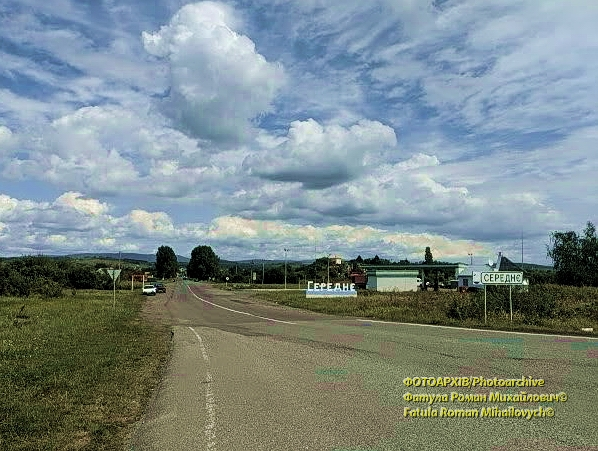
Середнє, В'їзд з траси, боку м. Ужгород
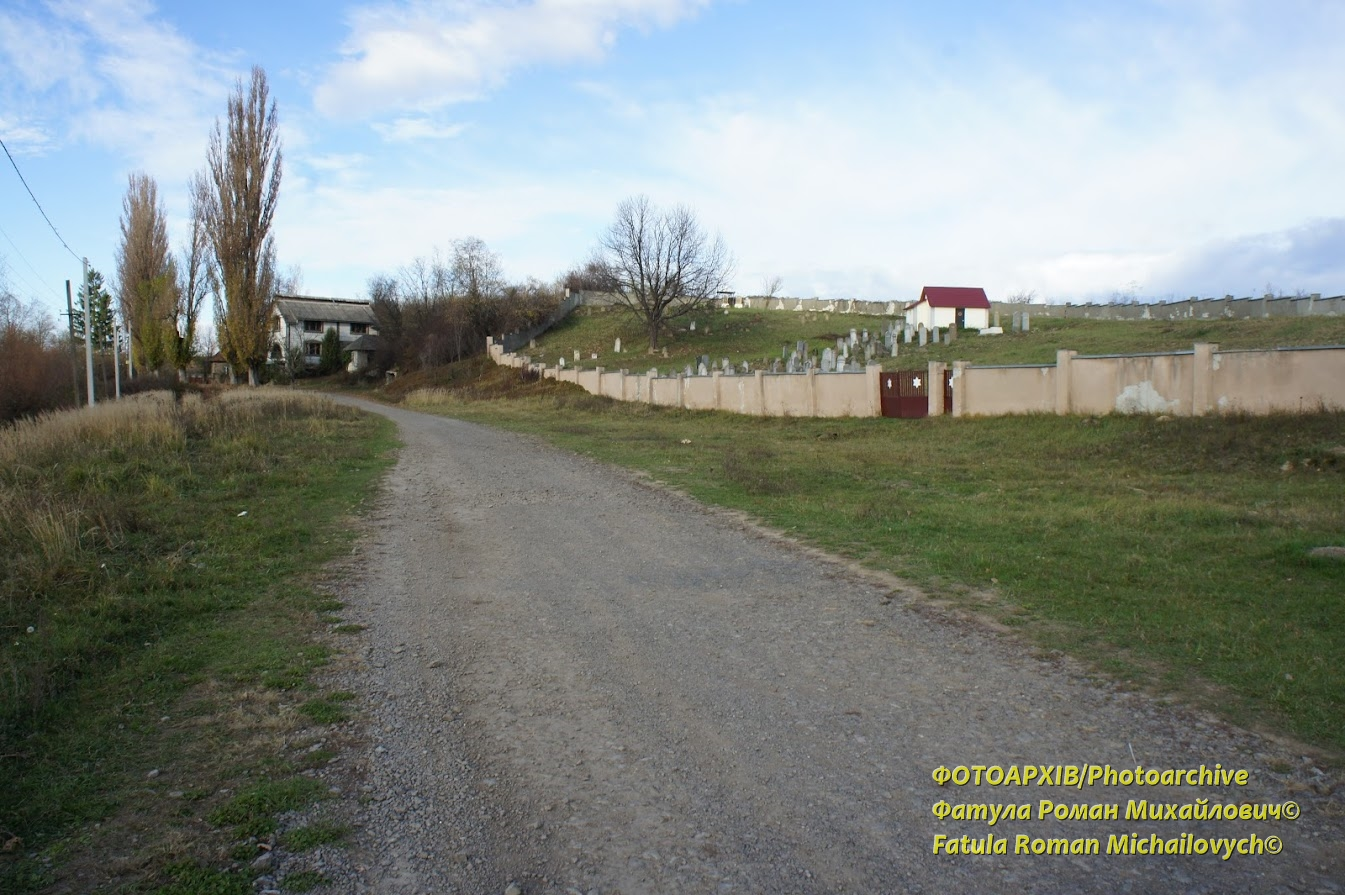
Середнє, Ужгородський р-н, закрите старе Єврейське кладовище
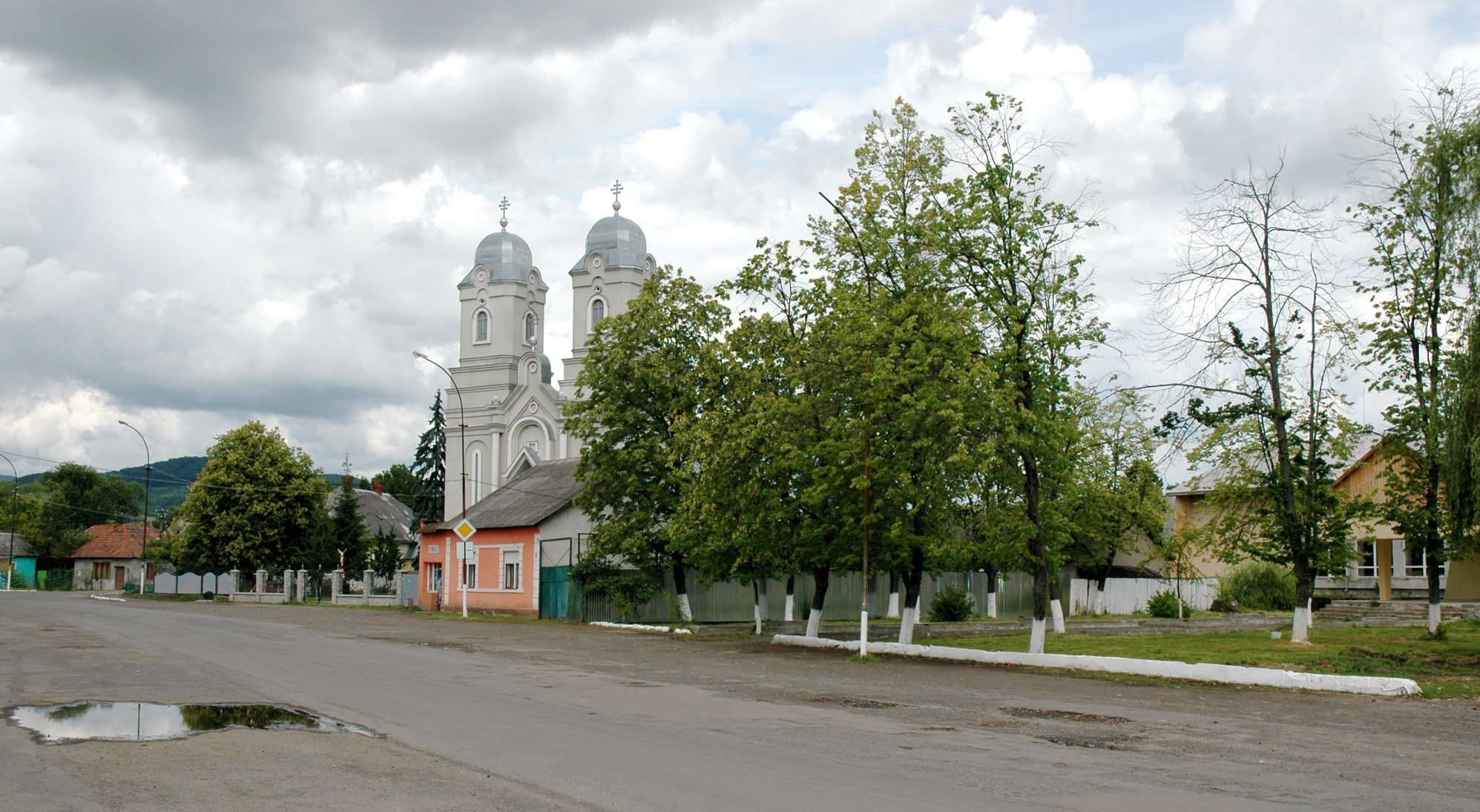
Середнє, центр, вид на греко-католицьку церкву